# 103.3 – Ihr Lokalradio
 (septembre 2024).
103.3 – Ihr Lokalradio est une radio privée allemande du Land de Mecklembourg-Poméranie-Occidentale, plus spécialement la péninsule de Fischland-Darss-Zingst et l'autre rive des boddens, les villes de Ribnitz-Damgarten et Barth.

## Histoire
Le 27 juillet 2006 émet Radio FDZ 103.3, à l'époque encore exploité par la Radio FDZ Gmbh, via un émetteur à Ahrenshoop sur la fréquence 103,3 MHz FM. En 2008, Marcus Hoffmann en devient le directeur.
Le programme consiste principalement en des informations et des annonces d'événements de Fischland-Darss-Zingst et de la diffusion des succès des années 1950 à maintenant, s'adressant aussi aux touristes pendant la saison.
Début avril 2010, Radio FDZ 103.3 cesse sa diffusion, car Radio FDZ Gmbh fait faillite.
Le directeur Markus Hoffmann fonde ELVG Europäische Lokalradio Verwaltungsgesellschaft mbH, dont le siège se trouve à Kühlungsborn. "103.3 – Ihr Lokalradio" émet le 14 juin 2010 en reprenant l'ancienne fréquence et la diffusion par Internet. Des tests avaient eu lieu depuis le 15 mai. Le début de la transmission était reporté dans l'attente d'une nouvelle ligne de Deutsche Telekom du nouveau studio de Wieck a. Darß à l'antenne d'Ahrenshoop.
Le programme ne change pas par rapport à l'ancienne radio. Toutes les heures, de 7h à 20h, il y a un bulletin d'informations allemandes et mondiales ainsi que la météo locale. Un bulletin d'informations locales est diffusée toutes les demi-heures, sauf le dimanche.

### Source de la traduction
- (de) Cet article est partiellement ou en totalité issu de l’article de Wikipédia en allemand intitulé « 103.3 – Ihr Lokalradio » (voir la liste des auteurs).